# Campaea virescens
Campaea virescens là một loài bướm đêm trong họ Geometridae.